# GeraMond Verlag
Die GeraMond Verlag GmbH ist ein deutscher Verlag mit Sitz in München. Der 1989 gegründete Verlag publiziert Bücher, Zeitschriften, DVDs, Kalender, Sammler-Editionen, Online-Portale und Apps zu den Themen Automobil, Motorrad, Eisenbahn, Modellbahn, Modellbau, Nahverkehr, Luftfahrt und Militärgeschichte. Der GeraMond Verlag gehört zum Verlagshaus GeraNova Bruckmann. Geschäftsführer sind Clemens Schüssler, Frank Emmer und Gerrit Klein.

## Geschichte

### 1989–1996
Der GeraMond Verlag wurde am 20. Dezember 1989 als Fachverlag für Publikationen rund um Schienenfahrzeuge von dem Journalisten Clemens Schüssler ins Leben gerufen. Ebenfalls beteiligt war der Gründer des Freiburger EK-Verlages und heutige Geschäftsführer der Schweizer Centralbahn AG, Rudolf Josef Wesemann. Clemens Schüssler war zu diesem Zeitpunkt Chef vom Dienst des zum EK-Verlag gehörenden Eisenbahn-Kuriers. Geschäftsführer wurde der Kaufmann Marcus Niedt, der auch als Autor tätig war. Der Verlag war zunächst in der Münchener Amalienstraße ansässig. Nach dem schnellen Ausstieg Wesemanns firmierte der Verlag ab 1990 als GeraNova Zeitschriftenverlag GmbH und GeraMond wurde zur Verlagsmarke für dessen Fachpublikationen. Mit dem Gesellschaftsvertrag vom 25. Oktober 1990 wurde Schüssler zum alleinigen GeraNova-Geschäftsführer. Der Sitz des Unternehmens lag nun in der Fraunhoferstraße in München. Die Firma GeraMond Verlag GmbH wurde 1990 gegründet.
Im Jahr 1990 erschien die erste Ausgabe des Bahn Extra noch unter der Firmierung des GeraMond Verlags und erscheint seither alle zwei Monate. Zwischen 1991 und 2004 wurde Bahn Extra im GeraNova Zeitschriftenverlag herausgegeben. 1991 folgten die ersten Filme der „Bahn-Extra-Videothek“ auf VHS-Kassetten. Von 1991 bis 1992 wurde die ebenfalls neue zweimonatliche GeraNova-Publikation Bahn-Welt – Mehr Spaß an Eisenbahn & Modell aufgelegt. Anschließend kam die Bahn-Welt an die Berliner T & M Verlagsgesellschaft und verschmolz mit der damals von diesem Unternehmen herausgegebenen Fachzeitschrift, dem Modelleisenbahner. Im Herbst 1994 verloren die Berliner den Modelleisenbahner an den Pietsch + Scholten Verlag in Stuttgart. Im selben Jahr ließ die T & M Verlagsgesellschaft die Bahn-Welt mit dem Untertitel Zeitschrift für Traditions-, Museums- und Touristikbahnen nochmals aufleben, stellte sie jedoch bereits nach zwei Ausgaben wieder ein. Im Jahr 1991 folgte beim GeraNova-Verlag die erste Bahn-Welt-Sonderausgabe Bahn special. Insgesamt erschienen die Bahn special-Sonderausgaben bis 1997. Mit „Deutsche Bahnbetriebswerke“ kam 1992 die erste Sammleredition auf den Markt. 1995 übernahm GeraMond die Zeitschriften Lok Magazin und Straßenbahn Magazin. Das längst wieder abgeschaltete Internet-Hobby-Portal www.geranova.de ging 1996 ans Netz.

### 1997–2008
1997 erschienen die ersten GeraMond-Bücher. Das Programm umfasste zunächst Eisenbahn-, Modellbahn- und Straßenbahntitel. Seit 1999 gehörte der GeraNova Zeitschriftenverlag zum Verlagshaus GeraNova-Bruckmann, der zum damaligen Zeitpunkt den GeraNova Zeitschriftenverlag, den GeraMond Verlag und den Bruckmann Verlag unter einem Dach vereinte. Ab Juni 2001 befand sich der Sitz des Verlagshauses GeraNova-Bruckmann und seiner Verlage am Innsbrucker Ring in München. Im Herbst 2000 wurde das Angebot auf Luftfahrtliteratur erweitert. Mit Peter Pletschacher als Chefredakteur wurde damals die Fachzeitschrift Flugzeug Classic gegründet. 2004 erschien die Sammleredition „Airlines“. Seit 2005 wird das Programm um die Themen Auto-, Motorrad- und Nutzfahrzeugtechnik erweitert. Ende 2005 erschien die Sammleredition Feuerwehrfahrzeuge. Im März 2006 kam die neue Zeitschrift Auto Classic auf den Markt. Gleichzeitig erschienen die ersten Bücher über Oldtimer, Motorräder, Feuerwehrfahrzeuge und Traktoren. Im April 2008 hob der GeraMond Verlag die Zeitschrift Traktor Classic aus der Taufe. und der neue Internetauftritt war abgeschlossen. Seit Mai 2008 befindet sich der Sitz des GeraMond Verlags und des GeraNova Bruckmann Verlagshauses in der Infanteriestraße in München.

### 2009–2012
Mit dem Zukauf der seit 1974 im Schünemann Verlag erscheinenden Zeitschrift ModellFan unter Übernahme des bisherigen Chefredakteurs Helge Schling in der zweiten Jahreshälfte 2009 eröffnete sich der Verlag ab der Ausgabe 11/2009 ein weiteres Geschäftsfeld, das durch die Zusammenlegung mit der Modellbauzeitschrift Kit im Jahre 2010 ausgeweitet wurde. Seit November 2010 legt der GeraMond Verlag darüber hinaus das Magazin für Militärgeschichte Clausewitz auf. Die Publikation erscheint zweimonatlich. Im Dezember des gleichen Jahres berief Schüssler den bis 2009 bei der Ganske Verlagsgruppe tätigen Carsten Leininger als weiteren Geschäftsführer in das Unternehmen. Mitte 2012 wurde Clemens Hahn als weiterer Geschäftsführer eingesetzt. Hahn war seit 1993 im Unternehmen tätig. Der Verlag besitzt nun eine Doppelspitze in der Geschäftsführung. Im gleichen Jahr entstand eine Unternehmenskooperation mit dem Gong Verlag, in dem seither die bis dahin bei Gong erschienene Zeitschrift Ein Herz für Tiere erscheint.

### 2013–2020
Ab Juli 2013 übernahm der vom Knesebeck Verlag kommende Vertriebs- und Marketingleiter Marcel Ramirez die neugeschaffene Position des Verlagsleiters bei GeraNova Bruckmann und ist seither unter anderem auch für die Buchprogramme des GeraMond Verlags zuständig. Seit 2013 betreut der GeraMond Verlag das Magazin Schiff Classic. Die Zeitschrift (seit 1972 unter dem Titel Schiff & Zeit) wird von der Deutschen Gesellschaft für Schiffahrts- und Marinegeschichte (DGSM) herausgegeben. Darüber hinaus übernahm der Verlag zum 1. Oktober 2013 die Zeitschriften Modell, SchiffsModell und ElektroModell mitsamt zugehörigem Buch- und Bauplanprogramm vom Neckar-Verlag aus Villingen-Schwenningen.
Im August 2014 verließ Geschäftsführer Leininger den Verlag. Sein Posten sollte nicht wieder besetzt werden. Hahn blieb alleiniger Geschäftsführer.
Zum 1. Oktober 2014 übernahm der Verlag die Alba Publikation Alf Teloeken GmbH & Co. KG mit den Zeitschriften Eisenbahn Magazin und N-Bahn-Magazin. Die Zeitschrift Modell-Magazin wurde nicht übernommen.
Ebenso nahm man Militär & Geschichte ins Programm.
Im Mai 2015 legte der Verlag das Magazin TRAKTOR XL auf, das viermal jährlich erscheinen sollte. Im Februar 2018 trat Henry Allgaier in die Geschäftsführung des GeraNova Bruckmann Verlagshauses ein und übernahm die Verantwortung des GeraMond Zeitschriftenbereichs von Clemens Hahn, der in den Beirat wechselte. Zum 1. Juli 2020 wurde von der Funke Mediengruppe der einstige Mitbewerber auf dem Gebiet der Eisenbahn- und Modellbahnzeitschriften, die Verlagsgruppe Bahn GmbH (VGB) mit Sitz in Fürstenfeldbruck, übernommen.
Der Verlag ist heute auch auf dem Geschäftsfeld Corporate Publishing aktiv.